# Téléphérique du Teide
Le téléphérique du Teide est un téléphérique sur les pentes du Teide, sommet volcanique de Tenerife, aux îles Canaries en Espagne.

## Caractéristiques techniques
Le téléphérique est situé dans le parc national du Teide et permet aux personnes de s'approcher du sommet du Teide, point culminant du territoire espagnol avec 3 718 mètres d'altitude. Le départ du téléphérique se fait sur les pentes du Teide, située à 2 356 mètres d'altitude et se termine à la station de La Rambleta, à seulement 163 mètres sous le sommet du volcan. Avec une altitude maximum de 3 555 mètres, il s'agit de la plus haute remontée mécanique d'Espagne. Le parcours de 2 482 mètres de longueur dure entre 8 et 10 minutes, avec une vitesse maximale de 8 m/s. Les cabines ont une capacité maximale de 44 personnes.

## Galerie

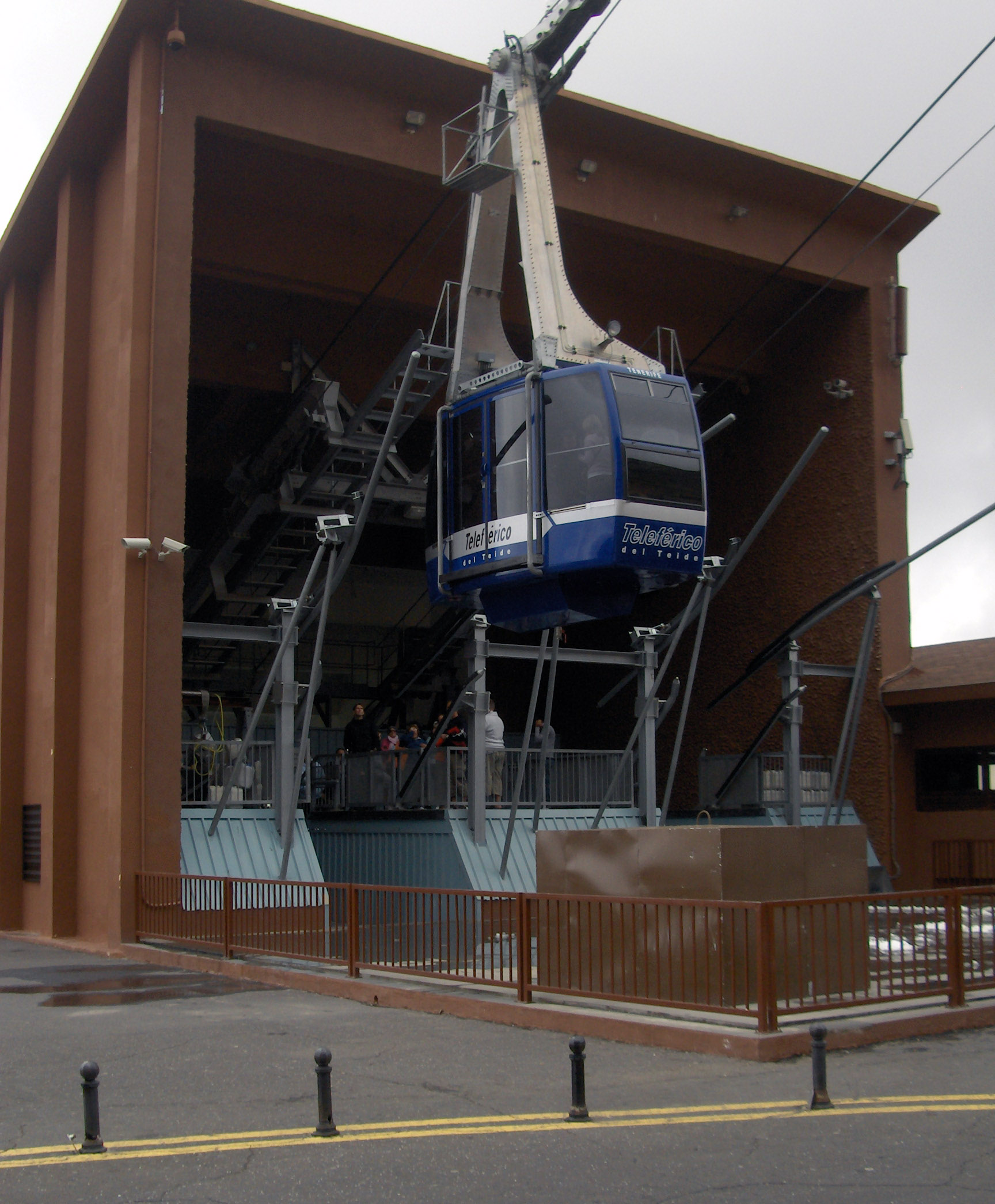
Station de départ.
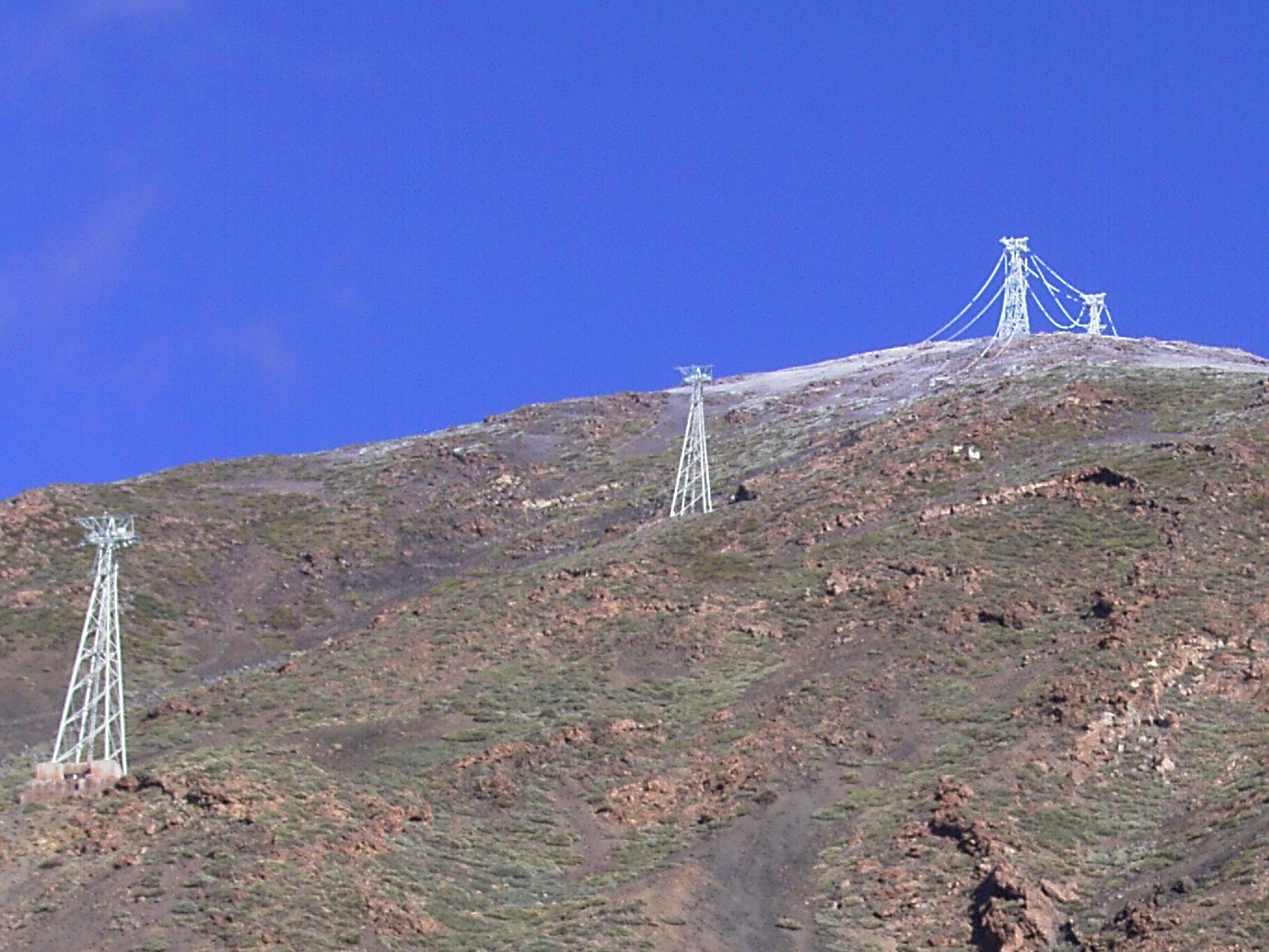
Pylônes.
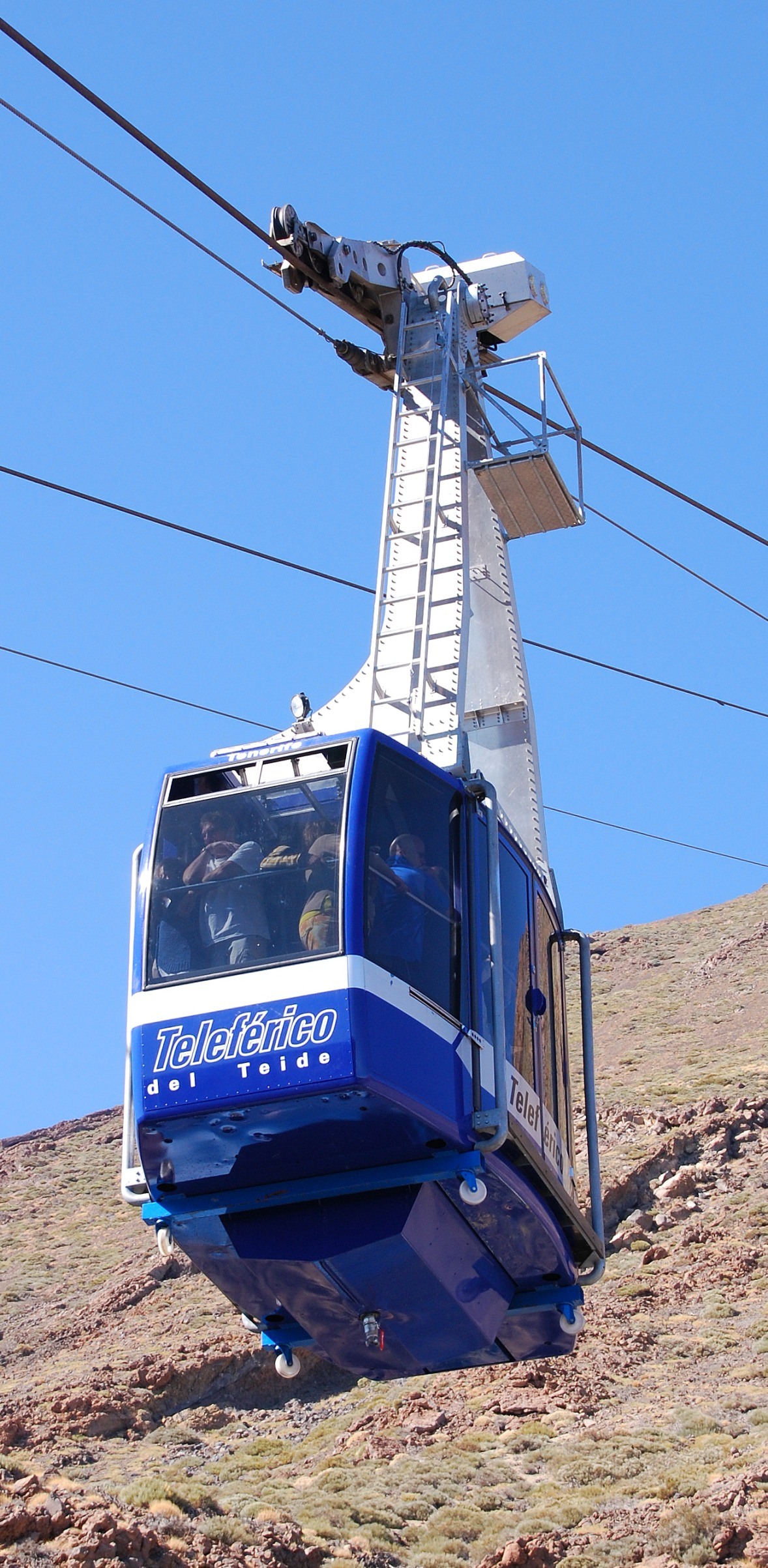
Cabine.
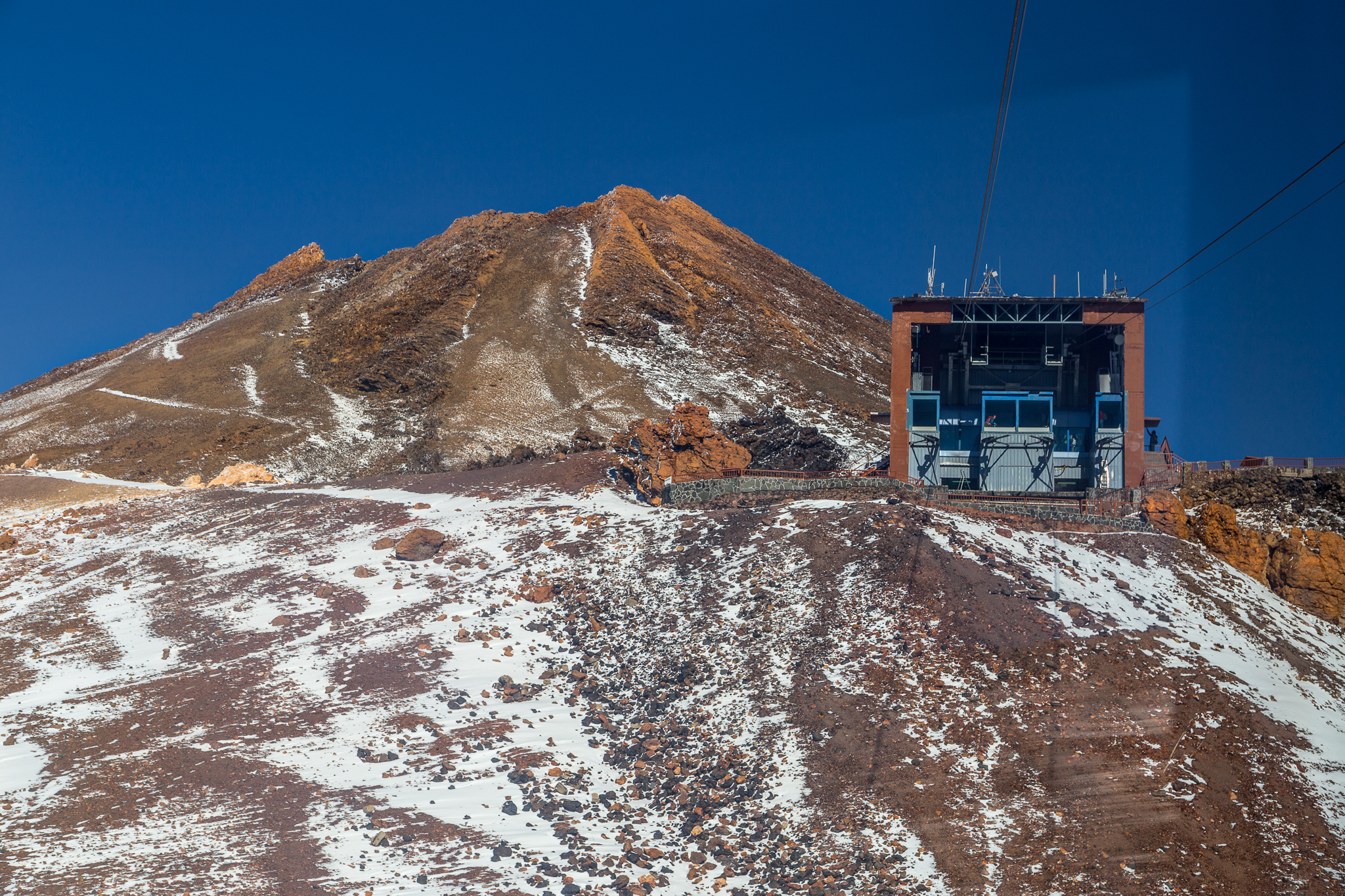
Station La Rambleta.